# 美國社會學評論
《美國社會學評論》（American Sociological Review）是一份1936年起出版的美國社會學學術期刊，由美国社会学协会發行、SAGE Publications出版，現任主編群包括范德堡大學社會學教授凱瑟琳·多納托（Katherine M. Donato）、賴瑞·艾薩克（Larry Isaac）和哈利·麥克卡門（Holly J. McCammon）。
根據《期刊引證報告》數據顯示，《美國社會學評論》在2011年時的影響因子是4.422，在137份社會學期刊中排名第2。

## 歷史
歷史上，美国社会学协会曾由芝加哥大學社會學系主導，半官方刊物是該系主編的《美國社會學期刊》。1935年，美國社會學協會理事會以5-4票表決廢除《美國社會學期刊》作為官方刊物的地位，以新刊物《美國社會學評論》代之。

## 外部連結
- 《美國社會學評論》在美國社會學會官網的介紹 （英文）